# ヘレン・マクニコル
ヘレン・マクニコル（Helen Galloway McNicoll、1879年12月14日 - 1915年6月27日）はカナダの画家である。カナダにおける「印象派」絵画の受容に貢献した。

## 略歴
トロントの裕福な家庭に生まれたが、子供時代に猩紅熱に罹り聴覚を失った。1899年から絵画をモントリオールのモントリオール美術協会(Art Association of Montreal)の絵画教室でウィリアム・ブリムナーに学んだ。その後、イギリスに渡り、ロンドンのスレード美術学校で印象派の画家、フィリップ・ウィルソン・スティーアに学んだ。多くの芸術家が集まり、「戸外制作」をしていたコーンウォール州のセント・アイヴスを訪れ、イギリスの女流画家、ドロシア・シャープと知り合い、親友となり、その後は一緒にフランスやイタリアを旅し、スタジオを共有したりした。
マクニコルの作品は認められようになり、カナダでは権威のある賞であるモントリオール美術協会のジェシー・ダウ賞(Jessie Dow Prize)を1908年に受賞した。1915年にカナダ女性美術協会(Women's Art Association of Canada)の会員になり、1913年にイギリス王立芸術家協会の会員となり、1914年にカナダ王立美術アカデミー(the Royal Canadian Academy of Arts )の準会員に選ばれた。1915年に35歳で亡くなった。

## 作品

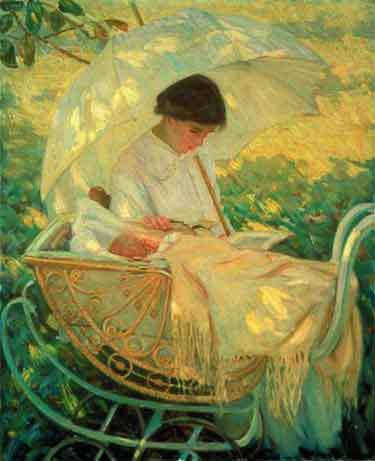
「ゆりかご」
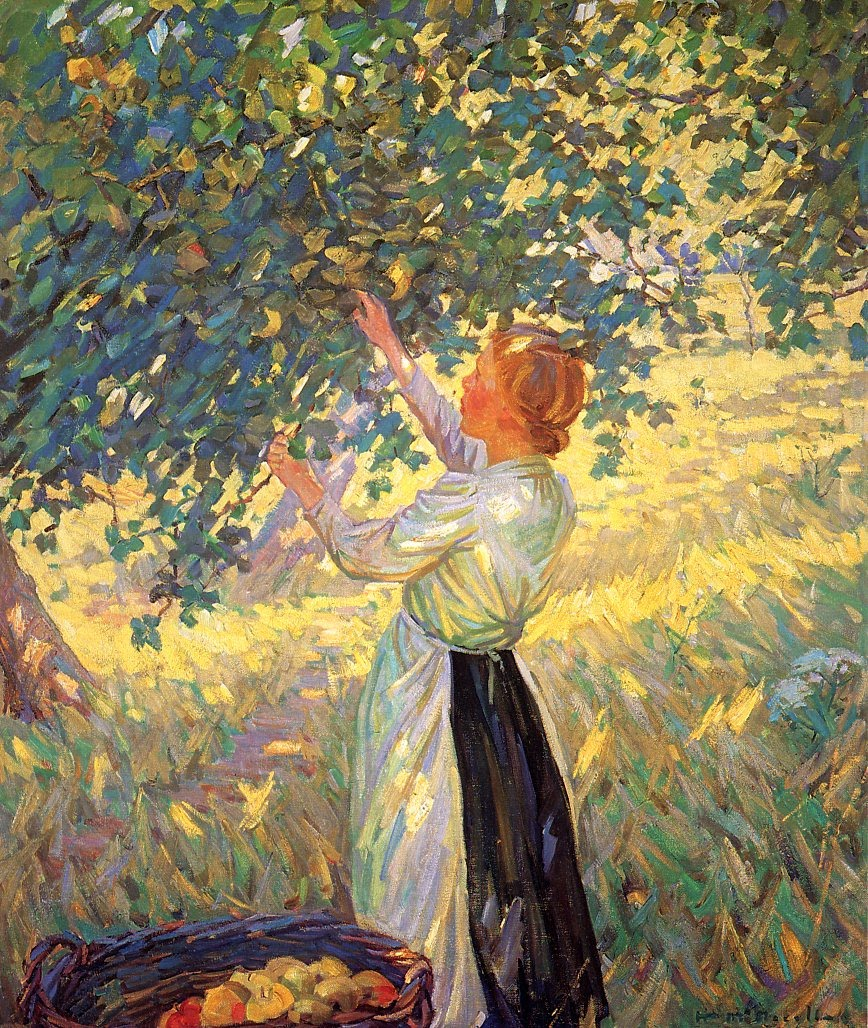
「りんご摘み」
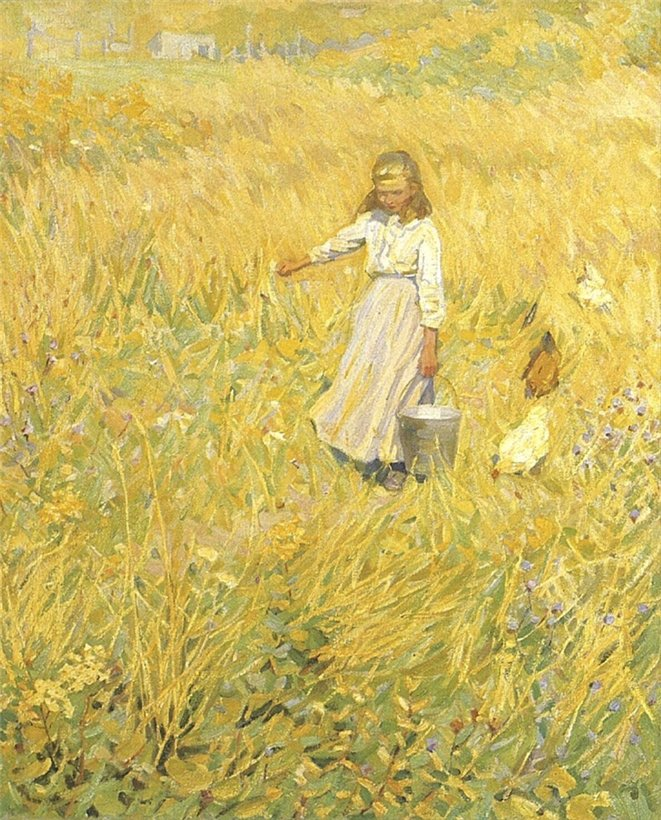
「小さな女性のワーカー」
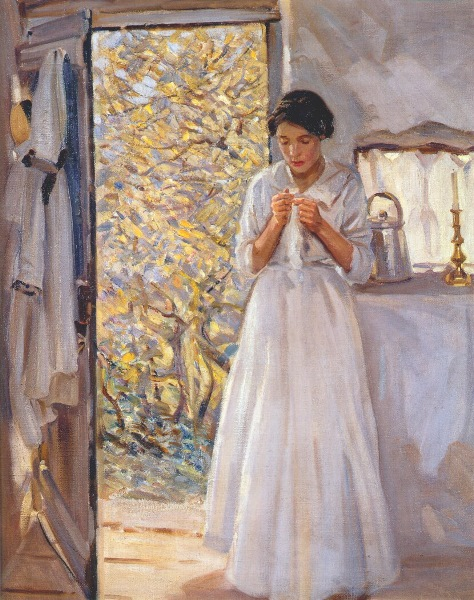
「開いたドア」
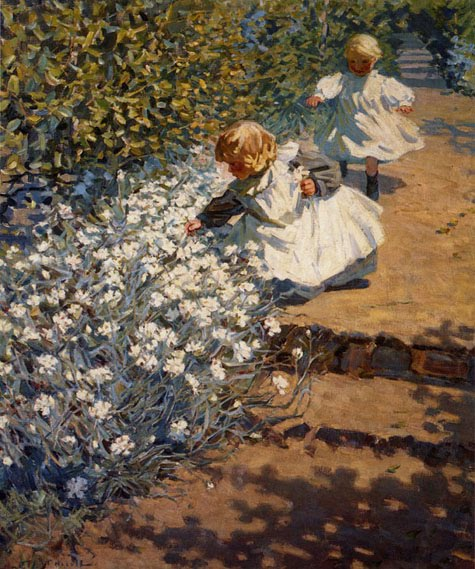
「女の子」
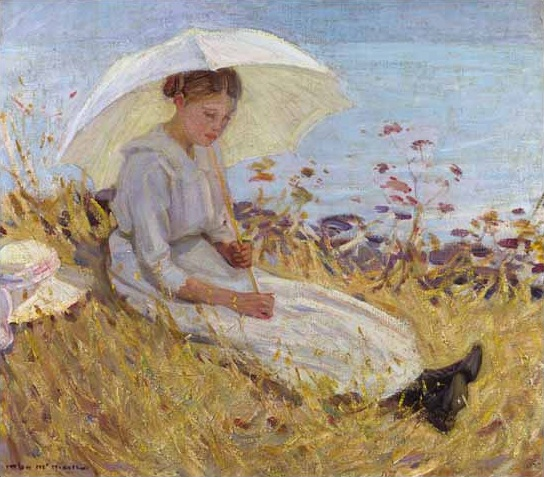
「傘をさした少女」
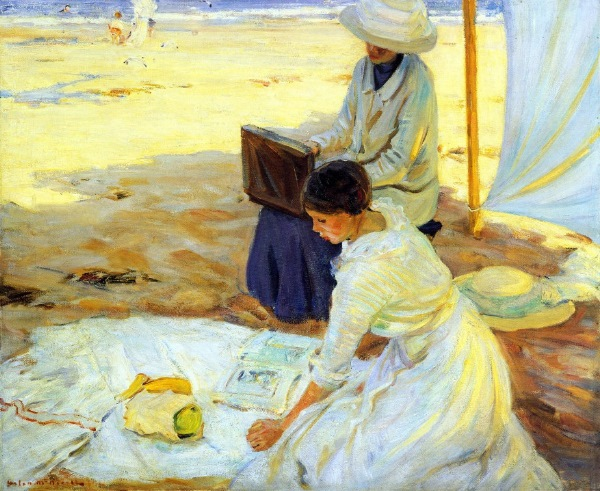
Iテントの日陰で
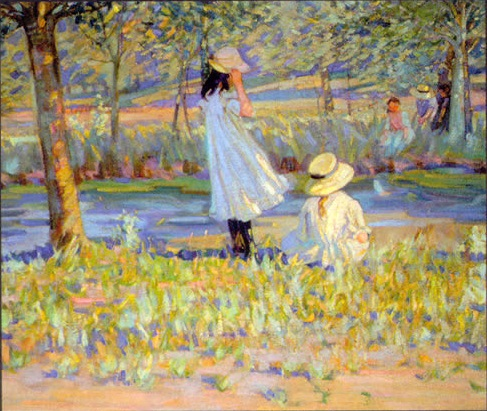
Watching the Boat